# Hirasa likiangina
Hirasa likiangina là một loài bướm đêm trong họ Geometridae.